# サザン・ヒップホップ
サウス・ヒップホップ（英：southern hip hop）とは、ラップのジャンルの1つである。別名「サザン・ラップ」や「ダーティ・サウス」、あるいは単に「サウス」と呼ばれることもある。アトランタ、ニューオリンズ、ヒューストン、メンフィス、マイアミを中心としたアメリカ南部発祥のラップミュージック。

## 歴史
南部特有の訛りの強いラップと、マイアミ・ベース、メンフィスラップ、クランク、トラップなどのサウンドが特徴。
著名アーティストに、ジョージア州アトランタ出身のリュダクリス、アウトキャスト、ヤング・ジージー、グッチ・メイン、ミーゴス、ルイジアナ州ニューオーリンズ出身のマスター・P、ビッグ・タイマーズ（バードマンおよびマニー・フレッシュ）、リル・ウェイン、テキサス州ヒューストン出身のゲットー・ボーイズ、スカーフェイス、UGK、トラヴィス・スコット、テネシー州メンフィス出身のスリー・6・マフィア、フロリダ州マイアミ出身のトリック・ダディ、トリーナ、ピットブル、リック・ロス、デンゼル・カリーなどがいる。